# وانگ خوان
وانگ خوان (به چینی: 王娟،  زادهٔ ۱۴ آوریل ۱۹۹۵) یک کشتی‌گیر آزادکار اهل کشور چین است. وی سابقه حضور در المپیک ۲۰۲۴ پاریس را دارد.  
از افتخارات وی می‌توان به کسب مدال برنز بازی‌های آسیایی ۲۰۲۲ اشاره کرد.